# 北京2022年冬奥会和冬残奥会组织委员会
北京2022年冬奥会和冬残奥会组织委员会（英語：Beijing Organising Committee for the 2022 Olympic and Paralympic Winter Games），又称第24届冬季奥林匹克运动会组织委员会，简称北京冬奥组委，是统筹和举办2022年冬季奥林匹克运动会和2022年冬季残疾人奥林匹克运动会的组织机构，成立于2015年12月15日。
北京冬奥组委为独立事业法人，执行机构为执行委员会。北京冬奥组委负责组织、协调冬奥会和冬残奥会全部筹备和举办工作。北京冬奥组委办公地址设于北京市石景山区首钢园区石景山路68号。

## 沿革
2015年12月15日，北京2022年冬奥会和冬残奥会组织委员会成立大会举行成立大会，正式成立。
2015年12月22日，中华人民共和国国务院办公厅发布《国务院办公厅关于成立北京2022年冬奥会和冬残奥会组织委员会的通知》（国办发〔2015〕91号），正式任命北京冬奥组委领导成员。2016年6月16日，国家事业单位登记管理局公告，核准北京冬奥组委登记为事业单位法人。
同时中华人民共和国国务院成立了级别高于冬奥组委的第24届冬奥会工作领导小组，北京冬奥会闭幕时时任组长为中共中央政治局常委、国务院副总理韩正，副组长为中共中央政治局委员、国务院副总理孙春兰和中共中央政治局委员、北京市委书记、北京冬奥组委主席蔡奇。
2023年3月23日，北京冬奥组委清算工作小组宣布冬奥组委拟向国家事业单位登记管理局申请注销登记。2024年6月6日，国家事业单位登记管理局发布公告，批准北京冬奥组委注销登记。

## 职责
经国家事业单位登记管理局批准，北京冬奥组委宗旨和业务范围如下：
1. 组织北京2022年冬奥会和冬残奥会，弘扬奥林匹克精神。
2. 冬奥会和冬残奥会组织工作重要事项。
3. 研究决定组织委员会内设机构人事任免。
4. 筹备工作安排部署、进度和质量监督考核。
5. 与国际奥委会及其协调委员会关系协调。

## 组织机构
截止2022年2月，北京冬奥组委设置下列机构：
- 秘书行政部
- 总体策划部
- 对外联络部
- 体育部
- 新闻宣传部
- 规划建设部
- 市场开发部
- 人力资源部
- 监察审计部
- 财务部
- 技术部
- 法律事务部
- 运动会服务部
- 文化活动部
- 物流部
- 残奥会部
- 媒体运行部
- 场馆管理部
- 安保部
- 交通部
- 开闭幕式工作部
- 奥运村部
- 志愿者部
- 注册中心
- 票务中心
- 抵离中心
- 延庆运行中心
- 张家口运行中心

## 历任领导
主席
1. 郭金龙（2015年12月[9]—2017年6月[10]，中共中央政治局委员、北京市委书记）
2. 蔡奇（2017年6月[10]—2022年11月，中共中央政治局委员、北京市委书记）

执行主席
- 刘鹏（2015年12月[9]—2016年11月[11]，国家体育总局局长、 中国奥委会主席）
- 王安顺（2015年12月[9]—2016年11月[11][12]，中共北京市委副书记、北京市人民政府市长）
- 张庆伟（2015年12月[9]—2017年4月[13]，中共河北省委副书记、河北省人民政府省长）
- 张海迪（2015年12月[9]—2024年6月[1]，中国残联主席）
- 蔡奇（2016年11月[11]—2017年6月，中共北京市委副书记、北京市人民政府市长）
- 苟仲文（2016年11月[11]—2022年9月，国家体育总局局长、 中国奥委会主席）
- 许勤（2017年4月[13]—2022年1月，中共河北省委副书记、河北省人民政府省长）
- 陈吉宁（2017年6月[10]—2022年10月，中共北京市委副书记、北京市人民政府市长）
- 王正谱（2022年1月—2024年6月[1]，中共河北省委副书记、河北省人民政府省长）

执行副主席
- 张建东（2015年12月[9]—2024年6月，北京市人民政府副市长）

副主席
- 杨树安（2015年12月[9]—2024年6月[1]，国家体育总局副局长（至2017年12月）、中国奥委会副主席，2018年3月任全国人大教科文卫委员会副主任委员[14]）
- 许宁（2015年12月[9]—2017年8月[15]，河北省人民政府副省长（至2017年1月），2017年1月任河北省政协副主席）
- 鲁勇（2015年12月[9]—2018年8月[16]，中国残联党组书记、副主席、理事长）
- 于再清（2016年9月[17]—，国际奥委会副主席、中国奥委会副主席）
- 王晓东（2017年8月[15]—2018年9月[18]，河北省人民政府副省长（至2018年1月），2018年1月任河北省人大常委会副主任）
- 徐建培（2018年9月[18]—2022年1月，河北省人民政府副省长（至2021年2月），2021年3月任河北省政协副主席）
- 周长奎（2018年8月[16]—2024年6月[1]，中国残联党组书记，2018年9月兼中国残联副主席、理事长）
- 蒋希伟（2021年6月[19]—2024年6月[1]，中央广播电视总台副台长、党组成员）
- 严鹏程（2022年1月—2024年6月[1]，河北省人民政府副省长）

专职副主席
- 韩子荣（2019年5月[20]—2024年6月[1]，兼组委会秘书长）

秘书长
- 韩子荣（2016年3月[21]—2024年6月[1]，2019年5月起兼组委会专职副主席）

副秘书长
- 何江海（2018年8月[22]—2024年6月[1]，河北省体育局局长（至2018年8月），2018年9月任张家口市委副书记）
- 徐志军（2018年—2024年6月[1]，北京市人民政府副秘书长）